# Nilpotente
Em matemática, um elemento x de um anel  é nilpotente quando existe algum número natural n tal que {\displaystyle x^{n}=0\,}.

## Definição
Um inteiro positivo {\displaystyle n=p_{1}^{a_{1}}\cdots p_{m}^{a_{m}}}, {\displaystyle p_{i}} distinto, tem fatorização nilpotente se, e somente se, {\displaystyle p_{i}^{k}\not \equiv 1~(mod~p_{j})} para todos os inteiros i, j e k com {\displaystyle 1\leq k\leq a_{i}}. Um inteiro positivo n é um número nilpotente se, e somente se, possui fatorização nilpotente.

## Exemplo
- A matriz

{\displaystyle A={\begin{pmatrix}0&1&0\\0&0&1\\0&0&0\end{pmatrix}}}
é nilpotente porque A3 = 0.
- No anel {\displaystyle \mathbb {Z} _{9}} a classe de equivalência de 3 é nilpotente, pois {\displaystyle 3^{2}\equiv 0~(mod~9)}